# Ялобуша (окръг, Мисисипи)
Окръг Ялобуша (на английски: Yalobusha County) е окръг в щата Мисисипи, Съединени американски щати. Площта му е 1282 km², а населението - 13 051 души (2000). Административни центрове са градовете Кофивил и Уотър Вали.